# Норвіч
Но́рвіч (англ. Norwich МФА: [ˈnɒɹɪdʒ, nɒrɨtʃ], також Норвіч і Норидж) — місто у Великій Британії, адміністративний центр графства Норфолк (Східна Англія). Розташоване за 160 км на північний схід від Лондона, біля річки Венсем (англ. Wensum). Протягом 11 століття Норвіч був другим найбільшим містом Англії після Лондона і одним із найважливіших міст королівства. До початку промислової революції Норвіч був столицею одного з найбільш заселених графств Англії та конкурував з Бристолем за звання другого найбільшого міста.
Нині населення Норвіча (із передмістями) дорівнює майже 200 тис. осіб.

## Історія
Виник на місці римського міста і саксонського поселення Northwic (назва якого вказує на норвежців), заснованого у VII ст. і зруйнованого данами у 1004. Перша міська хартія — 1158.
У період Середньовіччя Норвіч був процвітаючим містом провінційної Англії. В місті та на його околицях діяло багато шерстепрядилень, на яких працювали переважно фламандці, запрошені королем Едуардом III у 1336 р. Притік емігрантів із Нідерландів посилився під час Нідерландської революції. 1579 року з 16-тисячного населення Норвіча кожен третій був іноземцем.
Пам'ятками економічного благополуччя тих часів є численні старовинні церкви (збереглося не менше тридцяти), ратуша, збудована у XV ст. на зразок аналогічних споруд у Фландрії, кафедральний собор Святої Трійці, котрий почав будуватися незабаром після Норманського завоювання. В Норвіцькому замку XII ст. розміщено місцевий музей, особливо багатий полотнами художників норвічської школи пейзажистів (поч. XIX ст.)
Значення міста зменшилося в XVIII ст. у зв'язку з піднесенням Манчестера, Глазго та інших промислових центрів на півночі.
1963 року відкрито Університет Східної Англії. У цьому університеті довгий час працював німецький письменник В. Ґ. Зебальд.

## Архітектура
- Норвіцький замок (бл. 1135—54);
- ратуша (XV ст.);
- собор Святої Трійці (англ. Holy Trinity, романський неф 1096–1145 з готичним склепінням 2-ї половини XIV ст.; готичний клуатр, 1297–1325; в огорожі собору ворота св. Етельберта (1316) та Ерпінгема (1420));
- частини міських стін (кінець XIII — середина XIV ст.).

## Міста-побратими
- Руан, Франція (1951)
- Кобленц, Німеччина (1978)
- Новий Сад, Сербія (1985)
- Ель-В'єхо, Нікарагуа (1996)